# Хейворд, Сьюзан
Сьюзан Хейворд (англ. Susan Heyward;род. 19 ноября 1982, Филадельфия, Пенсильвания) — американская актриса.

## Ранняя жизнь
Хейворд родилась 19 ноября 1982 года в Атланте, Джорджия, США. Имеет степень бакалавра полученную в университете Карнеги — Меллона.

## Карьера
Кинодебют Хейворд состоялся в 2006 году в независимой комедии «София. Сейчас». В 2008 состоялся дебют на сцене в постановке «Царь Эдип» где Хейворд исполнила роль Исмене. В 2009 году снялась в комедийном телесериале «У Майкла и Майкла есть проблемы», а также появилась в эпизодической роли телесериала «Закон и порядок». В 2010 году исполнила главную роль в постановке «Ярмарка Сабрины», а также исполнила эпизодическую роль в телесериале «Студия 30». В 2012 году исполнила роль в короткометражном фильме «Скандальная пародия», а также небольшую роль в двух эпизодах телесериала «Парк авеню, 666». В 2013 году исполнила второстепенную роль в драматическом фильме «Мать Джорджа», а также главную роль в постановке «Поездка в Баунтифул». В 2014 году исполнила второстепенную роль на протяжении пяти эпизодов в телесериале «Последователи». В 2015 появилась в эпизоде телесериала «Проект "Сонет"», во второстепенной роли фильма ужасов «Полтергейст», а также в главной роли телесериала «Силы». В 2016 году исполнила эпизодическую роль в детективном сериале «Помнить всё», главную роль в телесериале «Винил» и эпизодическую роль в сериале «Приговор», а также главную роль в постановке «Пурпурные огни Джоппы, штат Иллинойс». В 2017 году исполнила второстепенные роли в фильмах «Невероятная Джессика Джеймс» и «Свет луны». В 2018 году появилась в шестом и седьмом сезоне телесериала «Оранжевый — хит сезона»,  а также начала играть в пьесе «Гарри Поттер и Проклятое дитя» где исполнила роль дочери главных героев серии «Гарри Поттер» Рона Уизли и Гермионы Грейнджер. В 2020 году исполнила эпизодическую роль в телесериале «Томми». В 2021 году исполнила главную роль в телесериале «Дилайла». В 2023 году исполнила повторяющуюся роль в телесериале «Здравствуй, будущее!». В 2024 году исполнила главную роль в четвёртом сезоне телесериала «Пацаны». В этом же году актриса присоединилась к съемкам фильма «Молчаливый партнёр».

## Фильмография
| Год          |     | Русское название                | Оригинальное название         | Роль                           |
| ------------ | --- | ------------------------------- | ----------------------------- | ------------------------------ |
| 2006         | ф   | София. Сейчас                   | Sofia for Now                 | посетитель церкви              |
| 2009         | с   | У Майкла и Майкла есть проблемы | Michael & Michael Have Issues | Линдси                         |
| 2009         | с   | Закон и порядок                 | Law & Order                   | Алисия Родригес                |
| 2010         | с   | Студия 30                       | 30 Rock                       | Фейонсе                        |
| 2012         | кор | Скандальная пародия             | Represent Us: A Scandal Spoof | учитель / чёрная Куинн         |
| 2012         | с   | Парк авеню, 666                 | 666 Park Avenue               | Дженнет                        |
| 2012         | кор | Арест на Брайэм-лейн            | Busted on Brigham Lane        | Момо                           |
| 2013         | ф   | Мать Джорджа                    | Mother of George              | Джорджия                       |
| 2014         | с   | Последователи                   | The Following                 | Ханна                          |
| 2015         | с   | Проект "Сонет"                  | The Sonnet Project            | исполнительница                |
| 2015         | ф   | Полтергейст                     | Poltergeist                   | Софи                           |
| 2015—2016    | с   | Силы                            | Powers                        | Дина Пилигрим                  |
| 2016         | с   | Помнить всё                     | Unforgettable                 | Ронда Мэтьюз                   |
| 2016         | с   | Винил                           | Vinyl                         | Сиси Мэтьюз                    |
| 2016         | с   | Приговор                        | Conviction                    | Порша Уильямс                  |
| 2017         | ф   | Невероятная Джессика Джеймс     | The Incredible Jessica James  | Иеруса                         |
| 2017         | ф   | Свет луны                       | The Light of the Moon         | Грейс                          |
| 2018         | ф   | Радиевые девушки                | Radium Girls                  | Этта                           |
| 2018—2019    | с   | Оранжевый — хит сезона          | Orange Is the New Black       | Тамика Уорд                    |
| 2020         | с   | Томми                           | Tommy                         | Китон                          |
| 2021         | с   | Дилайла                         | Delilah                       | Деметрия Барнс                 |
| 2023         | с   | Здравствуй, будущее!            | Hello Tomorrow!               | Бетти Поттер                   |
| 2024 — н. в. | с   | Пацаны                          | The Boys                      | Джессика Брэдли / Сестра Сэйдж |
|              | ф   | Молчаливый партнёр              | Silent Partner                | Коси Джонс                     |

### Театр
| Год       | Название                             | Роль                 | Примечания |
| --------- | ------------------------------------ | -------------------- | ---------- |
| 2008      | Царь Эдип                            | Исмене               | [ 32 ]     |
| 2010      | Ярмарка Сабрины                      | Сабрина              | [ 33 ]     |
| 2013      | Поездка в Баунтифул                  | Тельма               | [ 34 ]     |
| 2016      | Пурпурные огни Джоппы, штат Иллинойс | Моника               | [ 35 ]     |
| 2018–2019 | Гарри Поттер и Проклятое дитя        | Роуз Грейнджер-Уизли | [ 36 ]     |